# 진도 상만리 비자나무
진도 상만리 비자나무(珍島 上萬里 비자나무)는 대한민국 전라남도 진도군 임회면 상만리에 있는 비자나무이다. 대한민국의 천연기념물 제111호로 지정되어 있다. 원래 명칭이 ‘진도 임회면의 비자나무’였는데, 2008년 4월에 현재 이름으로 명칭이 변경되었다.

## 개요
비자나무는 우리나라의 내장산 이남과 일본 등지에서 자란다. 나무의 모양이 아름다워서 마을 주변에 많이 심으며, 열매는 구충제 및 변비 치료제나 기름을 짜는데 쓰인다.
임회면의 비자나무는 나이가 600년 정도 된 것으로 추정되며, 높이 12.0m, 가슴높이 둘레 6.35m에 달한다. 가지가 무성하게 자라 좋은 그늘을 만들어주고 있어 쉼터 역할도 한다. 이 비자나무는 1,000년 전에 세워졌던 구암사 경내에 있었던 것으로 전해진다. 마을 사람들은 이 나무가 사람들을 보호해주고 있기 때문에 나무에서 떨어져도 크게 다치는 일이 없었다고 믿고 있다.
임회면의 비자나무는 우리 조상들의 쉼터로, 또는 구충제를 얻는 자원으로서 활용되었을 뿐만 아니라, 오랫동안 살아온 나무로서 생물학적 가치가 크므로 천연기념물로 지정하여 보호하고 있다.

## 같이 보기
- 비자나무

## 참고 자료
- 진도 상만리 비자나무 - 국가유산청 국가유산포털
- 한국저작권위원회 공유마당에 있는 사진